# 圖像群組

一個圖像群組的範例

在MPEG 視訊編碼中，圖像群組（Group of pictures，GOP）即I畫格和I畫格之間的畫格排列。
圖像群組就是一組以MPEG編碼的影片或視訊串流內部的連續圖像。每一個以MPEG編碼的影片或視訊串流都由連續的圖像群組組成。
圖像群組可包含下列圖像類型：
- I-圖像/畫格（節點編碼圖像，intra coded picture）參考圖像，相當於一個固定影像，且獨立於其它的圖像類型。每個圖像群組由此類型的圖像開始。
- P-圖像/畫格（預測編碼圖像，predictive coded picture）包含來自先前的I或P-畫格的差異資訊。
- B-圖像/畫格（前後預測編碼圖像，bidirectionally predictive coded pictures）包含來自先前和/或之後的I或P-畫格的差異資訊。
- D-圖像/畫格（指示編碼圖像，DC direct coded picture）用於快速進帶。

圖像群組總是以I畫格為起始點。後面有若干P畫格。其它的則是B畫格。下一個I畫格即為新的圖像群組的起始點。以上圖為例，顯示的順序是：I0、B1、B2、B3、P4、B5、B6、B7、P8、B9、B10、B11、I12；則編解碼順序為：I0、P4、B1、B2、B3、P8、B5、B6、B7、I12、B9、B10、B11。